# Nitti: The Enforcer
Pour plus de détails, voir Fiche technique et Distribution.
Nitti: The Enforcer est un téléfilm biographique américain réalisé par Michael Switzer et sorti en 1988. Il s'intéresse à la vie de l'exécuteur d'Al Capone, Frank Nitti.

## Fiche technique
- Titre : Nitti: The Enforcer
- Réalisation : Michael Switzer
- Scénario : Lee David Zlotoff
- Photographie : Paul Onorato
- Montage : Daniel T. Cahn
- Musique : Yanni
- Costumes : Raymond Lee
- Décors : Michele Sefman
- Casting : Cody Ewell
- Producteur : Joel Fields et Lee David Zlotoff
  - Coproducteur : Daniel T. Cahn
  - Producteur superviseur : Ronald H. Gilbert
  - Producteur délégué : Leonard Hill et Robert O'Connor
- Sociétés de production : Giro International et Leonard Hill Films
- Sociétés de distribution : ABC
- Pays d'origine :  États-Unis
- Langue originale : anglais
- Format : couleur
- Genre : Biopic, drame et film de gangsters
- Durée : 96 minutes
- Dates de sortie : 
  - États-Unis : 17 avril 1988

## Distribution
- Anthony LaPaglia : Frank Nitti
- Vincent Guastaferro : Al Capone
- Trini Alvarado : Anna
- Michael Moriarty : Hugh Kelly
- Michael Russo : Paul Ricca
- Louis Guss
- Clayton Landey : Ted Newberry
- Bruce Kirby : Anton Cermak
- Renata Vanni
- Mike Starr : Sergent Harry Lang
- Wayne Grace
- Hank Azaria
- M. C. Gainey
- Ralph Peduto
- Bruno Kirby